# Mekomengona
Mekomengona est un village du Cameroun situé dans la région du Sud et le département de la Vallée-du-Ntem, au sud-ouest d'Ambam, à proximité de la frontière avec la Guinée équatoriale et de celle avec le Gabon. Il fait partie de la commune d'Olamze.

## Population
En 1967 la localité comptait 570 habitants, principalement des Ntoumou. Lors du recensement de 2005, Mekomengona I comptait 507 habitants et Mekomengona II 163.

## Infrastructures
Mekomengona dispose d'un poste agricole, d'un marché mensuel, d'un centre de santé, d'une école publique, d'une mission baptiste et d'un poste de douane.

## Environnement
On y trouve notamment des plantes telles que Memecylon nodosum var. stenophyllum Jacq.-Fél., une espèce de la famille des Melastomataceae, Euphorbia thymifolia, Cola sp., Chassalia cristata, Acmella caulirhiza, Dracaena sp. ou Sabicea desseinii.